# Monochromator

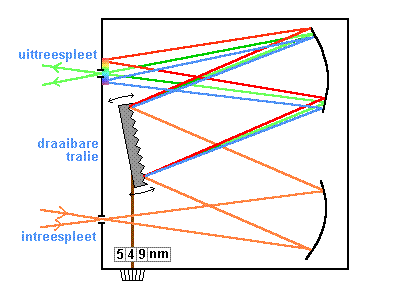
Schematische tekening van een monochromator voor zichtbaar licht

Een monochromator is een instrument dat van straling die uit een mengsel van golflengten bestaat slechts enkele golflengten door laat. Veelal pogen de makers hierbij dit groepje golflengten zo dicht mogelijk bij de streeflengte te laten komen.

## Principe
Het belangrijkste onderdeel van een monochromator is in de regel een regelmatig tralie of rooster. Voor sommige toepassingen verdient een prisma de voorkeur. De elementen van het tralie moeten voor de verschillende golflengtegebieden op een regelmatige afstand van elkaar gerangschikt zijn die in de buurt ligt van de golflengte van de te monochromatiseren straling.
De straling betreedt de monochromator via een smalle spleet en wordt door een parabolische spiegel als evenwijdige bundel afgebeeld op de tralie. De verschillende golflengten worden door de tralie in iets verschillende richtingen weerkaatst. Een tweede spiegel beeldt de evenwijdige bundel straling als spectrum af op de uittreespleet. Deze laat maar een van de golflengten -of eigenlijk een bijzonder smal gebiedje rond één golflengte- uit het spectrum door. Door de tralie te draaien kan de golflengte van het doorgelaten straling worden gekozen. Door de breedte van de spleten te variëren is het mogelijk het doorgelaten golflengte gebied te vernauwen of verruimen.
In de bovenbeschreven opstelling is er maar één detector die de hoeveelheid straling meet die door de uittreespeelt naar buiten komt. In modernere uitvoeringen projecteert men het gehele ontrafelde spectrum op een rij detectoren, bijvoorbeeld op een CCD element. Het voordeel hiervan is dat men het gehele spectrum in één keer kan meten en niet hoeft te wachten totdat alle golflengten een voor een gemeten zijn. Het maakt ook de opstelling een stuk kleiner en robuuster omdat er geen beweegbare delen meer zijn.

## Zichtbaar licht
Voor zichtbaar licht betekent dit dat de tralie afstand in de orde van enige micrometers dient te liggen. Men doet dit vaak door dicht naast elkaar krassen aan te brengen op een glasplaat. Eenieder die weleens een CD in handen gehad heeft kent het kleurenspel op de kant die de informatie draagt wel. Afhankelijk van onder welke hoek men de CD bekijkt ziet men rood, groen of blauw licht. Dit is een goed voorbeeld van het diffractie effect dat gebruikt wordt in een monochromator. De putjes op de CD waarin de informatie is vastgelegd liggen inderdaad maar enige micrometer uiteen.

## Röntgenstraling
Voor andere straling zijn andere afstanden nodig. Voor röntgenstraling bijvoorbeeld gebruikt men de regelmatige afstanden in een kristalrooster. Men snijdt bijvoorbeeld een dun plakje uit een groot kwartskristal en houdt dit kristal onder een zeer bepaalde hoek 2θ in de röntgenbundel om te voldoen aan de Bragg-relatie:
2dsinθ = λ
Hierbij staat d voor de afstanden tussen de atomen in het gekozen kristalvlak.
Het is zelfs mogelijk het kristal een beetje te buigen. In dat geval is het mogelijk de monochromatische bundel te focusseren. De verzameling brandpunten vormt in de regel een rechte lijn (een lijnfocus).

## Infrarood
Ook voor infrarode straling is het mogelijk monochromatoren te bouwen. Instrumenten met een monochromator, zgn. dispersieve instrumenten zijn echter vrijwel geheel verdrongen door instrumenten met een ander principe van golflengte scheiding, de interferometer.